# Iron Cross
Iron Cross war eine der ersten Skinhead-Bands der Vereinigten Staaten und gilt als eine der ersten Hardcore-Punk-Bands aus Washington, D.C. Obwohl die Gruppe nie ein Album herausgebracht hat, gilt sie als eine der einflussreichsten Gruppen dieser beiden Genres.

## Bandgeschichte

### 1981–1985
Die Gruppe formierte sich 1981 mit den Teenagern Sab Grey (Gesang), Mark Haggerty (Gitarre), John Falls (Bass) und Dante Ferrando (Schlagzeug). Bis auf den Schlagzeuger waren alle Mitglieder der Band Skinheads. Falls verließ die Gruppe jedoch frühzeitig und wurde durch Chris Haskett ersetzt. Dieser spielte lediglich auf dem ersten Demo der Gruppe und verließ diese anschließend wieder. Er sollte später in der Rollins Band spielen. Wendel Blow von State of Alert übernahm dann den vakanten Posten. Mit ihm entstanden die ersten Aufnahmen für den Flex Your Head-Sampler, der einen frühen Einblick in die Washingtoner Hardcore-Szene gab. Anschließend erschien die erste EP Skinhead Glory. Nachdem John Dunn nur kurze Zeit den Bassposten übernommen hatte, stieg Paul Clearly ein. Mit ihm entstand die EP Hated and Proud. Beide EPs wurden über Dischord Records veröffentlicht. Ab 1983 lag die Gruppe auf Eis, 1985 wurde die offizielle Auflösung verkündet.

### Die Zeit nach dem Split und Reunion
Ferrando spielte anschließend bei der Gruppe Gray Matter zusammen mit Mark Haggerty und bei Ignition. Grey zog in den 1980er-Jahren nach England und kehrte erst in den 2000er-Jahren zurück nach Amerika. Dort spielte er in der Rockabilly-Band The Royal Americans und war als Solokünstler unterwegs. Seit 2003 spielte er mehrere Tourneen unter dem Namen Iron Cross, aber in völlig anderem Line-up. Bassist Dimitri Medev starb 2012 und wurde durch Eric Fauver ersetzt, der aber 2015 ebenfalls starb. Seitdem ruhen die Aktivitäten der Band. Grey moderiert seitdem eine musikhistorische Internet-Radioshow namens Dork Time Radio.

## Bedeutung
Iron Cross, deren Name sich vom deutschen, militärischen Verdienstorden bis 1945, dem Eisernen Kreuz ableitet, waren die erste Skinhead-Band der Vereinigten Staaten. Noch vor Minor Threat und Agnostic Front machten sie diesen Stil auch dort populär. Sie übernahmen britische Oi!-Elemente in ihren schnell gespielten Punkrock und wurden so zu den Vorreitern der US-amerikanischen Hardcore-Bewegung. Ihr radikales Image, verkörpert durch radikale Texte und die Verwendung verschiedener Varianten des Eisernen Kreuzes, sorgte für Irritationen in der Washingtoner Szene. Obwohl sich die Gruppe klar von jeglicher politischer Linie distanzierte und dazu bekannte, dass sie keine Faschisten waren, wurden sie doch vielerorts für solche gehalten.
Überregional und über die Hardcore-Szene hinaus bekannt wurde die Gruppe, da Agnostic Front das Lied Crucified for Our Sins auf ihren Konzerten des Öfteren spielten. Es erschien außerdem auf deren Alben Liberty and Justice for… (1987) und Something’s Gotta Give (1998). Weitere Coverversionen existieren von The Business, Madball, 25 Ta Life und Discipline.
Diverse Kompilationen und Bootlegs mit altem Material wurden bisher veröffentlicht. Am bekanntesten ist im europäischen Raum eine Veröffentlichung von Lost & Found Records aus dem Jahr 1999.

## Diskografie

### EPs
- 1982: Skinhead Glory (Dischord Records)
- 1983: Hated & Proud (Skin Flint Records)
- 2007: 2 Piece And A Biscuit (Split-EP mit Sab Grey And The Royal Americans, Teenage Heart Records)
- 2009: Koi Records Split Vol. 5 (Split-EP mit Keyside Strike, Koi Records)
- 2012: Est. 1980 (Skinflint Music)

### Kompilationen
- 1999: Crucified for Our Sins (Lost and Found Records)
- 2001: Live for Now (GMM Records)